# Próba ściskania
Podczas próby ściskania próbkę poddaje się wzrastającemu obciążeniu ściskającemu wzdłuż jednej osi i mierzy się długość próbki w funkcji obciążenia. Typowa próbka metalowa ma kształt walca o średnicy 15 mm i wysokości 20 mm. Jest ona ściskana między dwiema równoległymi płytami w przystosowanej do tego zrywarce. Aby próba uległa równomiernemu ściskaniu bez wyboczenia, powinna mieć stosunkowo małą wysokość w stosunku do średnicy. W płaszczyznach styku próbki z płytami ściskającymi wskutek tarcia jest utrudnione odkształcenie poprzez próbki, dlatego jest ono nierównomierne na całej długości.[ Oliver H. Wyatt, David Dew-Hughes, Wprowadzenie do inżynierii materiałowej, metale, ceramika i tworzywa sztuczne, Wydawnictwo Naukowo-Techniczne, Warszawa 1978]